# Гуангси
Гуангси, званично Аутономна област Гуангси народа Џуанг (кин: 广西壮族自治区, 廣西壯族自治區; пин: Guǎngxī Zhuàngzú Zìzhìqū), је једна од пет аутономних области НР Кине. Налази се на планинском југу земље уз границу са Вијетнамом. Има површину од 236.700 км² и 46.800.000 становника (податак из 2004). Главни град је Нанинг.
Клима у Гуангсију је суптропска, у јужној трећини (јужно од обратнице) тропска.
Народи које овде живе су: Хан Кинези (59,4%), народ Џуанг (30,7%), народ Јао (3%), Мјао, Мулао и велики број других мањина (у целој Кини само суседна провинција Јунан има шароликије становништво).
Делови ове области су први пут постали део Кине 214. п. н. е. Јапанци су окупирали Гуангси 1944. Провинција се децембра 1949. прикључила НР Кини и одмах постала аутономна област народа Џуанг. Ова континентална провинција је 1952. добила мали део морске обале од провингије Гуангдунг, што је поништено 1955, па поново враћено 1965.
БДП Гуангсија је у 2008. износио 103 милијарде долара.